# تقطیر جزء به جزء
تقطیر جزء به جزء روشی برای جداسازی بخش‌های سازندهٔ یک مخلوط یا شکستن یک ترکیب شیمیایی از راه حرارت دادن و بالا بردن دمای محلول می باشد. در این روش دمای محلول با آرامی افزایش داده می شود و اجزای تشکیل دهنده محلول به ترتیب دمای جوش خود به صورت بخار از محلول مایع جدا می شوند؛ این روش برای حالتهایی که اجزا تشکیل دهنده دارای اختلاف دمای جوش کمتر از 25 درجه سانتیگراد هستند به کار برده می شود. اگر تفاوت نقطهٔ جوش اجزای سازندهٔ مخلوط بیشتر از ۲۵ °C باشد، تقطیر ساده کافی خواهد بود.

## در آزمایشگاه
برای تقطیر جزء به جزء، ظرف‌های شیشه‌ای آزمایشگاه، برج تقطیر و ابزارهای پرکاربردی مانند چراغ بونزن، بالن ته گرد و مبرد کافی خواهد بود.

### ابزارهای مورد نیاز

Fractional distillation apparatus using a مبرد. A conical flask is used as a receiving flask. Here the distillation head and fractionating column are combined in one piece.

- منبع گرما مانند صفحه‌های داغ همراه با یک همزن مغناطیسی.
- فلاسک تقطیر، بیشتر یک شیشهٔ گرد در پایین مجموعه
- برج تقطیر
- دماسنج
- مبرد مانند مبرد گراهام، مبرد آلیهن (Allihn) و مبرد Liebig